# Залкінд Ісай Абрамович
Іса́й Абра́мович Залкінд (нар.6 травня 1891, Златопіль — пом.15 квітня 1939, Москва) — репресований начальник санітарного відділу ВМФ СРСР, бригадний військовий лікар.

## Життєпис

### Родина
Народився 1891 року в сім'ї купця 1-2 гільдії.

### Навчання
Закінчив чоловічу гімназію міста Златополя (випуск 1910 року, атестат № 1018).

### Трудова діяльність
Член ВКП(б) з 1932 року, в 1935—1937 роках старший інспектор Санітарного управління РСЧА по ВПС, в 1937—1938 роках начальник санітарного відділу Наркомату ВМФ.

### Останні роки життя
Заарештований 3 червня 1938 року.
Військовою Колегією Верховного Суду СРСР 14 квітня 1939 року за звинуваченням в участі в антирадянському військовому заколоті та шкідництві ухвалено вирок: розстріл з негайним виконанням.
Реабілітований 16 травня 1956 року.